# Pathalia albifusca
Pathalia albifusca är en fjärilsart som beskrevs av Moore 1884. Pathalia albifusca ingår i släktet Pathalia och familjen juvelvingar. Inga underarter finns listade i Catalogue of Life.